# Zaliwie-Piegawki
Zaliwie-Piegawki – wieś w Polsce położona w województwie mazowieckim, w powiecie siedleckim, w gminie Mokobody. Ma status sołectwa.
Wierni Kościoła rzymskokatolickiego należą do parafii św. Jadwigi w Mokobodach.
W latach 1975–1998 miejscowość administracyjnie należała do województwa siedleckiego.
Pierwsza wzmianka o Zaliwiu pojawiła się w dokumentach z 1476 roku. W 1827 roku wieś Zaliwie Piegawki (albo "Biegawki") liczyła 17 domów zamieszkałych przez 110 mieszkańców. U schyłku XIX w. liczba mieszkańców liczyła 126 osób, utrzymujących się z uprawy 595 mórg ziemi (333 ha). 
Wieś Zaliwie Piegawki (pod nazwą Zaliwie) została umieszczona na mapie Zachodniej Galicji z 1770 roku. Do końca XIX w. istniał tu niewielki dwór oraz karczma dworska, a także drewniany most na rzece Liwiec łączący Zaliwie z miasteczkiem Mokobody i młyn wodny. Przy moście od strony Mokobód był folwark Ostaszewizna. Most i młyn spłonęły w pożarze podczas I wojny światowej. Most został odbudowany ok. 150 metrów w stronę wsi Zaliwie Szpinki, w którym to miejscu stoi do dzisiaj. W trakcie II wojny światowej drewniany most został wysadzony przez Niemców w 1944 r. i odbudowany w tym samym roku jako drewniany przez Rosjan za pomocą drewna uzyskanego z rozbiórki budynków położonych przy moście. 
Miejscowość do 1947 roku należała do parafii Niwiski następnie została przyłączona do parafii Mokobody.